# استان کانتربری
استان کانتربری (انگلیسی: Province of Canterbury)یا به‌طور غیررسمی استان جنوبی، یکی از دو استان کلیسایی است که کلیسای انگلستان را تشکیل می‌دهد. استان دیگر یورک است. این استان از سی اسقف نشین تشکیل می‌شود و تقریباً دو سوم انگلستان بخش‌هایی از ولز و جزایر کانال را پوشش می‌دهد. بین سال‌های ۷۸۷ تا ۸۰۳ میلادی استان سومی هم وجود داشت. در سال ۱۸۷۱ میلادی کلیسای ایرلند خودمختار شد. در سال ۱۹۲۰ کلیسای ولز منحل شد و اسقف کانتر بری بر آن اعمال مدیریت می‌کند جزایر فالکلند نیز جزء این استان کلیسایی است.